# 石霜楚円
石霜楚円（せきそう そえん）は、北宋の臨済宗の僧。臨済下7世。

## 経歴・人物
雍熙3年（986年）、全州で出生する。俗姓は李氏。年少にして仏門に入り、22歳で広西湘山隠静寺で出家する。臨済宗の汾陽善昭の下で修業した後、その法を継いだ。修行時に睡魔に襲われると錐でその腿を刺して凌いだという逸話が、禅関策進に載っている。袁州南源山広利禅院、潭州道吾山、石霜山崇勝禅院、南岳山福厳禅院および興化禅院にて法を遺す。数多くの法嗣がいたが、なかでも黄龍慧南と楊岐方会はそれぞれ黄龍派と楊岐派の祖となり臨済宗の隆盛に大きく貢献した。宝元2年正月5日（1039年1月31日）に示寂。慈明禅師と称される。語録に慈明禅師語録、慈明禅師語要がある。